# Дементьев, Кирилл Юрьевич
Кирилл Юрьевич Дементьев (род. 7 июля 1981, Москва) — российский спортивный журналист, футбольный комментатор.
Дементьев начал карьеру футбольного комментатора в 2002 году на телеканале «7ТВ». В 2005 году присоединился к спортивной редакции «НТВ-Плюс». С 2015 года в составе спортивной редакции «НТВ-Плюс» перешел на вновь созданный «Матч ТВ», где работал до 2016 года. В 2016 году вместе с Алексеем Андроновым вёл программу «Спорт на Дожде» на телеканале «Дождь». В 2019—2020 годах — комментатор Английской Премьер-лиги на Okko Спорт.
Дементьев сотрудничал с «Первым каналом»: в 2015—2018 год — вёл рубрику «Спортивный перекур» в телешоу «Вечерний Ургант», был комментатором чемпионата мира по футболу 2018 года и чемпионата Европы по футболу 2020.
С 2021 года — главный редактор грузинского вещателя Setanta Sports на русском языке.

## Карьера
Окончил школу №1250 в Москве.
1997—2002 годы — учеба в МГУ им. М.В Ломоносова, Институт стран Азии и Африки, социально-экономическое отделение, корейская группа.
2002—2005 годы — футбольный комментатор телеканала «7ТВ».
2006—2015 годы — футбольный комментатор спортивной редакции «НТВ-Плюс». С августа 2010 года по апрель 2011 года вёл на «НТВ-Плюс» еженедельную программу «Футбольный клуб».
2015—2016 годы — футбольный комментатор «Матч ТВ». Дементьев связывает увольнение с политическими причинами.
2015—2018 годы — телеведущий рубрики «Спортивный перекур» в шоу Первого канала «Вечерний Ургант».
2016 год — ведущий программы «Спорт на дожде» с Алексеем Андроновым на телеканале «Дождь».
25 апреля 2017 года — роль в фильме «Спорт в большом городе».
2016—2018 годы — футбольный комментатор «Первого канала»
.
17 июня 2018 года — комментируя матч сборных Мексики и Германии на ЧМ-2018, Дементьев сказал: «немцам стоит показывать навальный футбол». Коллега по репортажу матча Леонид Слуцкий ответил: «Навальный играет в футбол? Интересно было бы глянуть». Дементьев промолчал. Диалог вызвал общественный резонанс.
2019—2020 годы — комментатор Английской премьер-лиги на Okko Спорт.
Летом 2021 года был вновь приглашен на «Первый канал» в качестве комментатора чемпионат Европы по футболу 2020. Во время турнира Дементьев резко пропал из эфира. По одной из версий это произошло по указу из администрации президента.
С июля 2021 года — главный редактор русскоязычного отделения комментаторов международной телекомпании Setanta Sports в Тбилиси.
С февраля 2022 года на постоянной основе проживает в Грузии.

## Общественная позиция
В 2015 году Кирилл Дементьев выступал с критикой проблем российского общества, связанным с неприемлемостью инакомыслия и разнообразия мнений. Он отмечал, что в России либералов называют «пятой колонной», а людей, поддерживающих права ЛГБТ, считают «содомитами». Дементьев подчеркивал, что такая атмосфера негативно влияет на общественное развитие и ограничивает свободу слова и самовыражения.

## Номинация
- 2020 — номинация «Голос спорта» учреждённой российской ассоциацией комментаторов[17].